# Hans Sebald Beham

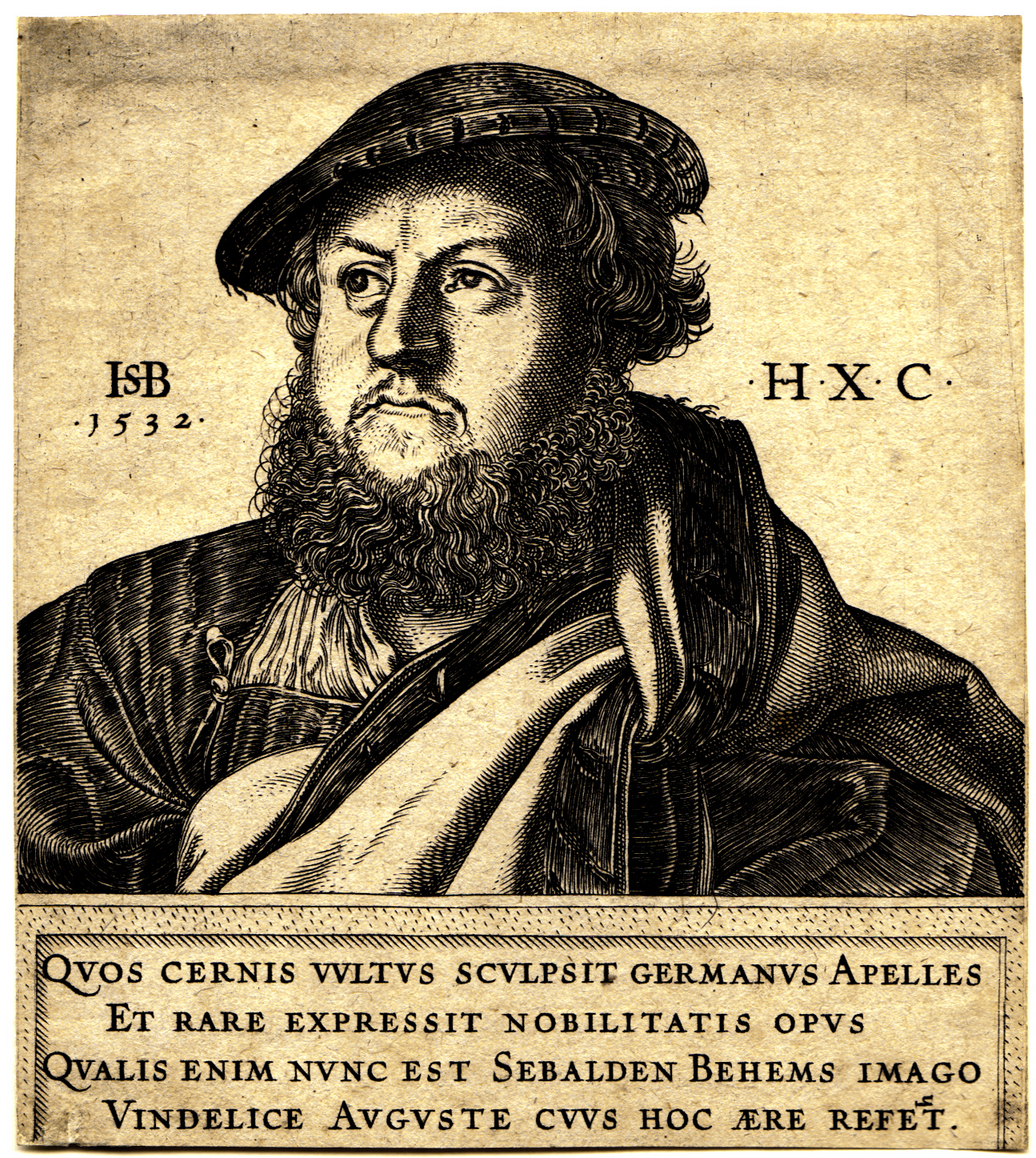
Sebald Beham

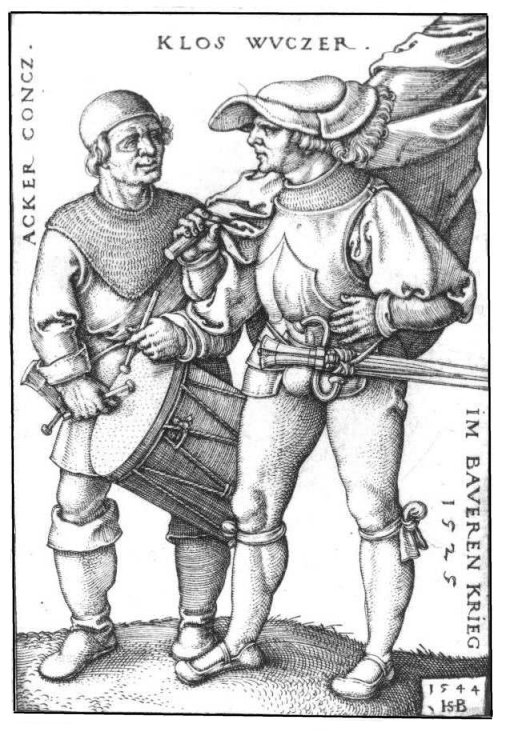
Två soldater på kopparstick av Sebald Beham, 1544

Hans Sebald Beham, född 1500 och död 22 november 1555, var en tysk målare, kopparstickare och tecknare. Bror till Barthel Beham.
Beham utbildade sig med Dürer som förebind, arbetade för kardinalen Albrecht av Mainz. Hans arbeten för kardinalen finns i en bönbok med miniatyrer i Aschaffenburg och en bordskiva med scener ur Davids liv på Louvren. Beham slog sig senare ned i Frankfurt am Main, där han utförde kopparstick, teckningar, illustrationer till biblar och krönikor - däribland en rad genrebilder ur bonde- och soldatlivet. Som kopparstickare hör han till de så kallade Kleinmeister. Beham finns representerad vid bland annat Göteborgs konstmuseum och Nationalmuseum i Stockholm..